# Alkibiades II

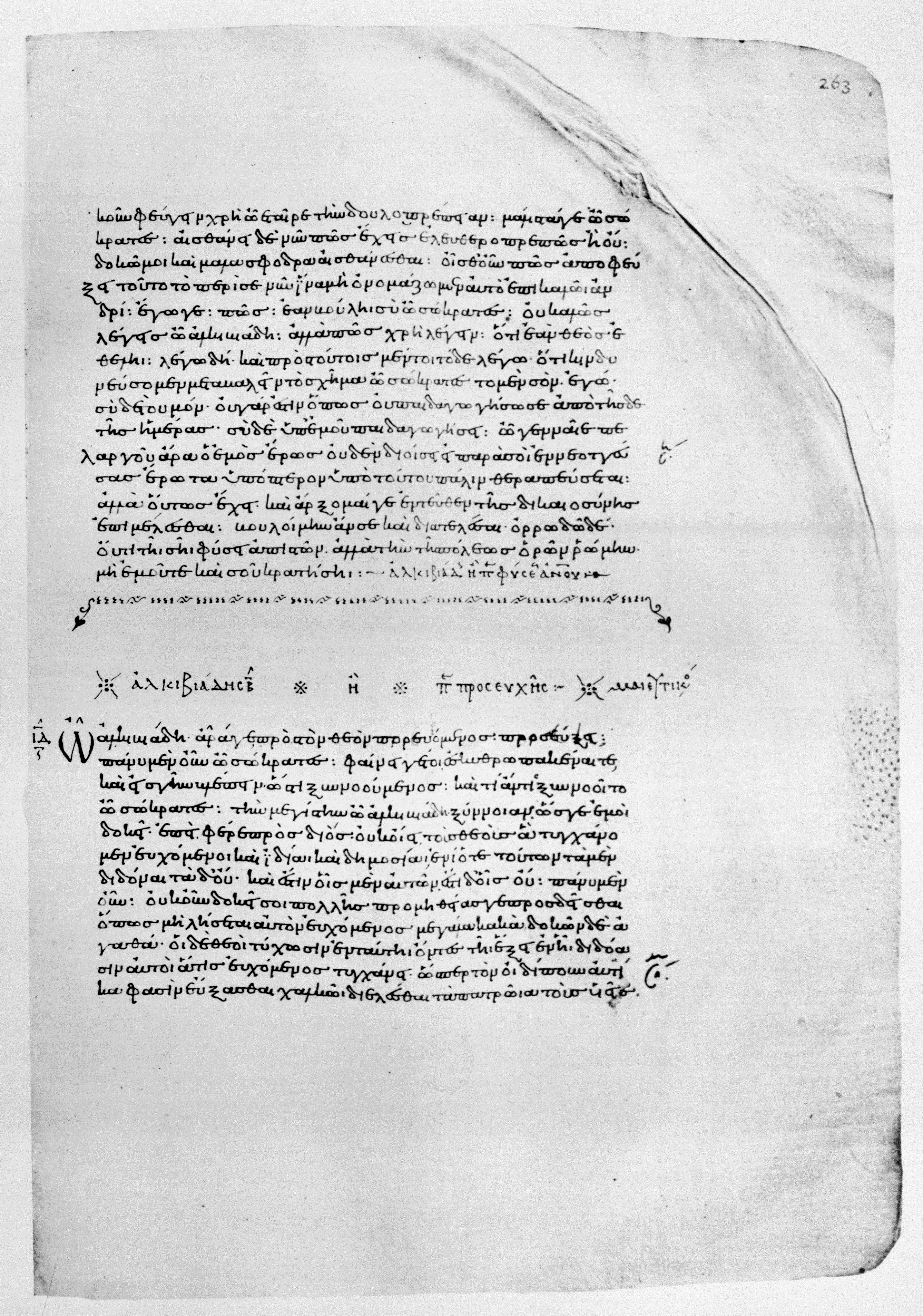
Der Anfang des Alkibiades II in der ältesten erhaltenen mittelalterlichen Handschrift, dem 895 geschriebenen Codex Clarkianus

Alkibiades II (altgriechisch Ἀλκιβιάδης δεύτερος Alkibiádēs deúteros, deutsch „Zweiter Alkibiades“ oder „Kleiner Alkibiades“, lateinisch Alcibiades minor) ist ein antiker literarischer Dialog in altgriechischer Sprache, der angeblich von Platon stammt, aber heute in der Forschung als unecht gilt. Die schon in der Antike verwendete Bezeichnung „Zweiter Alkibiades“ dient der Unterscheidung vom Alkibiades I, dem „Ersten“ oder „Großen“ Alkibiades, einem ebenfalls Platon zugeschriebenen, möglicherweise authentischen Dialog.
Wiedergegeben wird ein fiktives Gespräch zwischen dem Philosophen Sokrates und dem noch jungen Alkibiades, der später als Politiker und Feldherr berühmt wurde und sehr umstritten war. Die beiden Gesprächspartner erörtern die Problematik des Gebets aus philosophischer Sicht. Den Ausgangspunkt bildet die Frage, wie man richtig betet. Sokrates überzeugt Alkibiades davon, dass nur derjenige, der weiß, was für ihn gut ist, auf sinnvolle Weise etwas von den Göttern erbitten kann. Demnach setzt vernünftiges Beten philosophische Reflexion über das Gute voraus.

## Inhalt

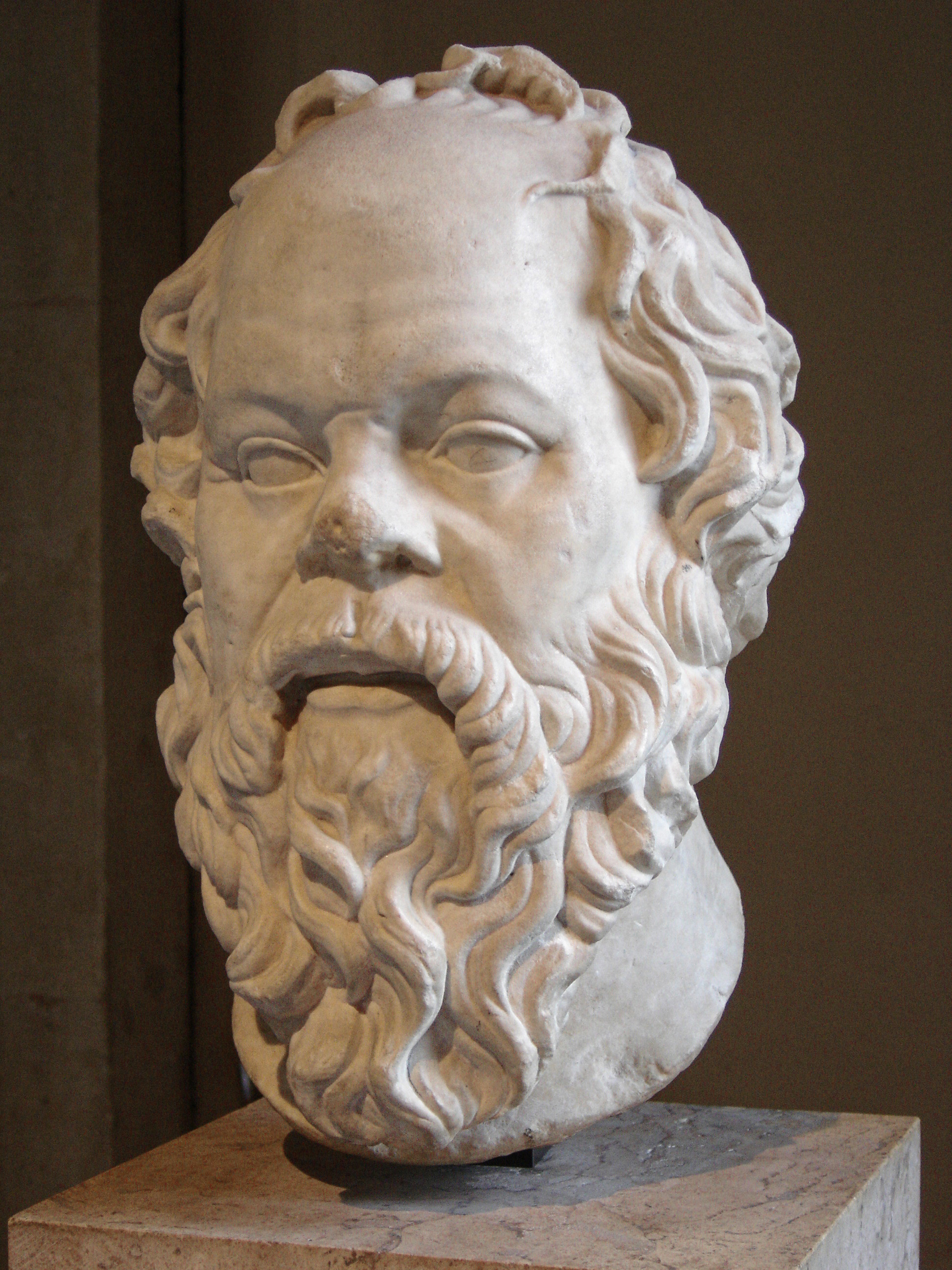
Sokrates, der fiktive Gesprächspartner des Alkibiades im Dialog Alkibiades II. Römische Büste, 1. Jahrhundert, Louvre, Paris

Der fiktive Dialog spielt sich in Athen ab. Der Zeitpunkt, zu dem der Autor das Gespräch stattfinden lässt, geht aus dem Text nicht hervor. Perikles wird als lebend erwähnt, somit ist der Sommer des Jahres 429 v. Chr. die letztmögliche Zeit.
Der junge Alkibiades, der wohl noch ein Knabe ist, will sich in einen Tempel begeben, um zu beten. Unterwegs trifft er auf Sokrates, der seine Absicht erkennt, denn Alkibiades trägt einen Kranz und Opfergaben. Sokrates spricht ihn an und verwickelt ihn in ein Gespräch über das Beten. Es stellt sich heraus, dass sich Alkibiades über sein Vorhaben keine Gedanken gemacht hat. Sokrates weist darauf hin, dass zwar manchmal den Menschen das Erbetene von den Göttern gewährt werde, doch die Erfüllung eines unbedacht geäußerten Wunsches sich später als Ursache schweren Unheils erweisen könne. Als Beispiel nennt Sokrates ein Bittgebet des mythischen Königs Oidipus, mit dem dieser schlimme Folgen für sein Geschlecht und seine Heimat herbeiführte. Oidipus verfluchte der Sage zufolge aus Zorn seine beiden Söhne Polyneikes und Eteokles und bat die Götter, dafür zu sorgen, dass die beiden eines Tages das väterliche Erbe mit dem Schwert teilen würden. Die Bitte ging in Erfüllung; der Machtkampf zwischen Polyneikes und Eteokles führte zum Krieg, es kam zum Zug der Sieben gegen Theben und die beiden verfeindeten Brüder fielen im Zweikampf, der eine von der Hand des anderen. Alkibiades hält das Beispiel für untauglich; er wendet ein, Oidipus sei, als er sich mit dem verhängnisvollen Gebet an die Götter wandte, wahnsinnig gewesen und niemand, der bei Verstand sei, werde jemals so beten. Daraus entspinnt sich eine Diskussion über Vernunft (phrónēsis), Unvernunft und Wahnsinn. Sokrates bestimmt den Wahnsinn als eine der verschiedenen Arten der Unvernunft. Von den anderen Arten unterscheide er sich nur durch das besondere Ausmaß der Unvernunft, das bei einem Wahnsinnigen gegeben sei. Als unvernünftig definiert Sokrates diejenigen, die nicht wissen, was man tun und reden soll, und dann aus Unkenntnis Fehler begehen. Zu ihnen gehören auch die Beter, die nicht wissen, was für sie gut ist, und daher um etwas bitten, was ihnen in Wirklichkeit schadet.
Sokrates führt Beispiele für unbedachtes Wünschen an. So erstrebt etwa jemand eine Machtstellung, doch wenn er sie erlangt hat, fällt er Nachstellungen von Gegnern zum Opfer, wird verbannt oder gar umgebracht. Ein anderer wünscht sich Kinder, doch wenn er sie hat, erweisen sie sich als ungeraten oder er verliert sie und verbringt dann sein ganzes restliches Leben in Kummer. Mancher verwünscht das, was er sich früher leidenschaftlich gewünscht hat. Im weiteren Verlauf des Dialogs stellt sich heraus, dass das Wissen nicht notwendigerweise gut und Unwissenheit nicht an sich schlecht ist. Wenn jemand aus Unvernunft eine schädliche Tat plant, beispielsweise einen Mord, aber ein Irrtum über die vor Ort bestehenden Gegebenheiten ihn an der Ausführung hindert, so ist dieser Irrtum einer richtigen Einschätzung der gegebenen Verhältnisse vorzuziehen.
Daraus ergibt sich die Folgerung, dass Wissen über einzelne Sachverhalte meist eher schadet als nützt, wenn es nicht mit der Kenntnis dessen, was das Beste ist, verbunden ist. Alle anderen Kenntnisse sind gewöhnlich ohne die Kenntnis des Besten wertlos, denn sie allein liefert das Kriterium für eine korrekte Unterscheidung zwischen Wünschenswertem und Schädlichem und damit für vernünftige Entscheidungen.
Schließlich führt die Diskussion zu dem Ergebnis, dass man die Götter nicht um die Erfüllung bestimmter Wünsche bitten soll, wenn man die Konsequenzen des Erhofften nicht überblickt. Als sinnlos erweisen sich auch Versuche, die Götter durch Darbringung von Opfern gnädig zu stimmen und sie so zu bestechen. Vielmehr soll ein Unwissender nach Sokrates’ Überzeugung nur allgemein das Gute erbitten. Er soll sich nicht anmaßen bestimmen zu können, was konkret im Einzelfall für ihn gut ist. Alkibiades sieht das ein und beschließt, sein geplantes Gebet und Opfer zu verschieben; erst will er Belehrung erlangen, um sich von seiner Unwissenheit zu befreien. Sokrates lässt durchblicken, dass er selbst hierfür der rechte Lehrer sei, doch Alkibiades geht nicht darauf ein. Immerhin setzt Alkibiades zum Dank für den guten Rat Sokrates den Kranz auf, den er hatte in den Tempel bringen wollen. Sokrates, der eine homoerotische Zuneigung zu dem schönen Alkibiades empfindet, nimmt die Gabe gern an.

## Verfasser, Entstehungszeit und Quellen
In der modernen Forschung hat sich schon im 19. Jahrhundert die seither herrschende Überzeugung durchgesetzt, dass der Alkibiades II nicht von Platon verfasst worden ist, sondern von einem unbekannten Schriftsteller, der den Stil der Dialoge Platons imitierte. Gegen die Echtheit werden sprachliche Überlegungen und literarische Mängel angeführt sowie der Umstand, dass der Autor sich am Vorbild des Dialogs Alkibiades I orientierte und aus anderen, sicher echten Dialogen Platons Material übernahm, wobei er nicht immer auf den Zusammenhang achtete.
Wer tatsächlich den Dialog Alkibiades II verfasst hat und wann dies geschah, ist nicht zuverlässig zu ermitteln. Die Datierungsansätze schwanken zwischen der Zeit von Platons Lehrtätigkeit (um 387 v. Chr. bis 348/347 v. Chr.) und etwa der Mitte des 3. Jahrhunderts v. Chr. Es ist davon auszugehen, dass der Verfasser der Platonischen Akademie angehörte. Eine zuerst von Ernst Bickel 1904 geäußerte Vermutung lautet, es handle sich wohl um einen Akademiker, der zur Zeit des Scholarchen (Schuloberhaupts) Arkesilaos († 241/240 v. Chr.) lebte, also in der Anfangsphase der mit Arkesilaos beginnenden Epoche der „Jüngeren Akademie“. Harold Tarrant spekulierte davon ausgehend weiter, dass der Platoniker Krantor von Soloi das Werk verfasst und sein Schüler Arkesilaos es überarbeitet habe. Das Merkmal dieser Epoche und der Jüngeren Akademie insgesamt ist der akademische Skeptizismus, ein grundsätzlicher Zweifel an der Fähigkeit des Verstandes, gesichertes Wissen hervorzubringen. Gegen diese Hypothese ist aber eingewendet worden, dass der Dialog keine erkenntnistheoretische Skepsis erkennen lässt; zwar wird angemaßtes Scheinwissen verworfen, doch halten beide Gesprächsteilnehmer ein gesichertes Wissen für prinzipiell erreichbar.
Der Alternativhypothese zufolge ist der Autor unter den Angehörigen der „Älteren Akademie“ zu suchen, wobei hinsichtlich der Frage der Früh- oder Spätdatierung die Ansichten auseinandergehen. Nach der Meinung von Aldo Magris fällt die Abfassung in die ersten Jahrzehnte des 3. Jahrhunderts v. Chr., die Zeit vor dem 268/264 beginnenden Scholarchat des Arkesilaos. Magris vermutet, dass Arkesilaos selbst den Dialog geschrieben hat, aber in einer frühen Phase seiner philosophischen Entwicklung, als er noch nicht die Leitung der Akademie innehatte und seinen späteren Skeptizismus noch nicht entwickelt hatte. Hubertus Neuhausen plädiert für das späte 4. oder das frühe 3. Jahrhundert. Andere Forscher befürworten frühere Datierungsansätze. Holger Thesleff meint, dass das Werk schon zu Platons Lebzeiten entstanden sein könnte, zieht aber auch eine mögliche Anspielung auf Alexander den Großen in Betracht, die für Neuhausens Datierung spricht. Joachim Dalfen glaubt, dass der Alkibiades II und andere unechte Dialoge Arbeiten sind, mit deren Anfertigung Platon seine ersten Schüler beauftragte. Mit dieser Hypothese erklärt Dalfen die Nähe dieser Werke zu Platons Frühschriften und das Fehlen von Elementen, die für die späteren echten Dialoge typisch sind.
Der unbekannte Verfasser des Alkibiades II zitiert Homer und Euripides. Es ist vermutet worden, dass er auf stoische, kynische und peripatetische Lehrmeinungen reagiert und insbesondere heute unbekannte Darlegungen des Antisthenes rezipiert, doch lässt sich dies nicht eindeutig erkennen.

## Rezeption

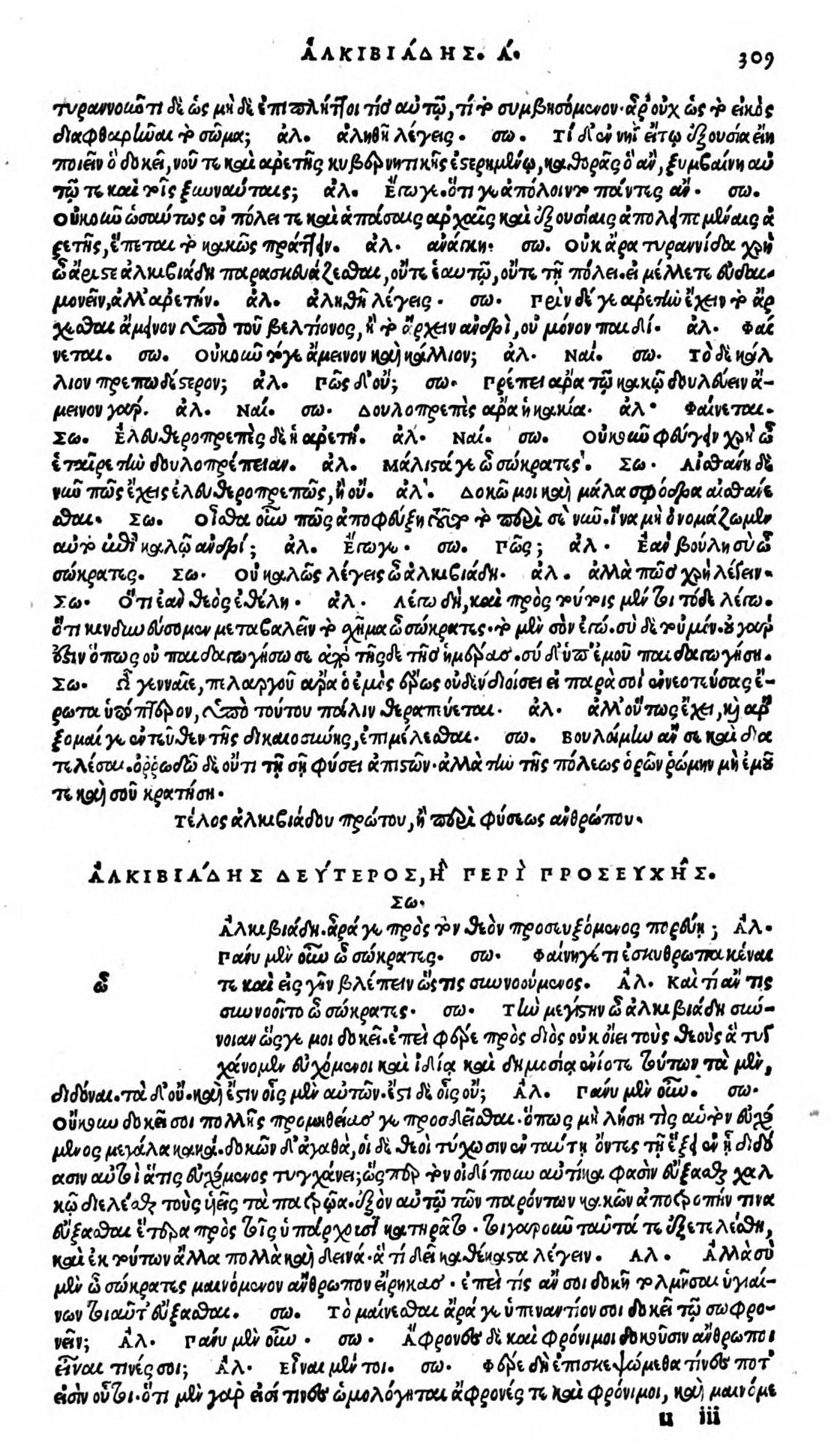
Der Anfang des Alkibiades II in der Erstausgabe, Venedig 1513

In der Tetralogienordnung, die wohl im 1. Jahrhundert v. Chr. eingeführt wurde, gehört der Alkibiades II zur vierten Tetralogie. Der Doxograph Diogenes Laertios führte den Alkibiades II unter den echten Werken Platons an. Er zählte ihn zu den „maieutischen“ Dialogen und gab als Alternativtitel „Über das Gebet“ an. Dabei berief er sich auf eine heute verlorene Schrift des Mittelplatonikers Thrasyllos. Allerdings gab es schon in der Antike Zweifel an der Echtheit des Werks; im späten 2. Jahrhundert berichtete Athenaios, dass „manche behaupteten“, der Verfasser sei Xenophon. Dabei berief sich Athenaios auf Nikias von Nikaia, den Autor der heute verlorenen Philosophiegeschichte „Die Nachfolge der Philosophen“.
In der arabischsprachigen Welt war der Alkibiades II im Mittelalter nicht ganz unbekannt; der Philosoph al-Fārābī verfasste eine Schrift über die Philosophie Platons, in der er den Ertrag des Dialogs knapp zusammenfassend wiedergab.
Die handschriftliche Überlieferung setzt erst am Ende des 9. Jahrhunderts ein. Die älteste Handschrift ist der berühmte Codex Clarkianus, den Arethas von Caesarea 895 anfertigen ließ.
Der Humanist Marsilio Ficino hielt den Alkibiades II für echt und übersetzte ihn ins Lateinische. Die Übersetzung veröffentlichte er 1484 in Florenz in der Gesamtausgabe seiner lateinischen Platon-Übersetzungen. Die erste Ausgabe des griechischen Textes erschien 1513 bei Aldus Manutius in Venedig.
1699 veröffentlichte André Dacier eine französische Übersetzung von zehn unter Platons Namen überlieferten Dialogen, darunter der Alkibiades II. Floyer Sydenham publizierte 1776 eine englische Übersetzung. Die erste Übertragung ins Deutsche erschien 1805 im zweiten Band der Platon-Gesamtübersetzung von Friedrich Schleiermacher. In Russland fertigte der Philosoph Wladimir Solowjew eine russische Übersetzung an, die er 1899 in Moskau publizierte.
In der modernen Forschung hat der Alkibiades II lange relativ wenig Beachtung gefunden; im Blickfeld waren vor allem der Nachweis der Unechtheit und literarische Unzulänglichkeiten. Im 21. Jahrhundert hat jedoch das Interesse an den Pseudoplatonica (den unechten Platon zugeschriebenen Werken) zugenommen, und 2010 hat Hubertus Neuhausen eine gründliche Untersuchung des Alkibiades II veröffentlicht.

## Ausgaben und Übersetzungen
- Antonio Carlini (Hrsg.): Platone: Alcibiade, Alcibiade secondo, Ipparco, Rivali. Boringhieri, Torino 1964, S. 254–321 (kritische Ausgabe mit italienischer Übersetzung).
- Joseph Souilhé (Hrsg.): Platon: Œuvres complètes, Bd. 13 Teil 2: Dialogues suspects. Les Belles Lettres, Paris 1930, S. 1–42 (kritische Ausgabe mit französischer Übersetzung).
- Otto Apelt (Übersetzer): Platon: Alkibiades I/II. In: Otto Apelt (Hrsg.): Platon: Sämtliche Dialoge, Bd. 3, Meiner, Hamburg 2004, ISBN 3-7873-1156-4 (Übersetzung mit Einleitung und Erläuterungen; Nachdruck der 3. Auflage, Leipzig 1937).
- Franz Susemihl (Übersetzer): Alkibiades der Zweite. In: Erich Loewenthal (Hrsg.): Platon: Sämtliche Werke in drei Bänden, Bd. 2, unveränderter Nachdruck der 8., durchgesehenen Auflage, Wissenschaftliche Buchgesellschaft, Darmstadt 2004, ISBN 3-534-17918-8, S. 821–840 (nur Übersetzung).